# Greg Hates Car Culture
Greg Hates Car Culture es un álbum del artista canadiense de música electrónica Venetian Snares, editado en 1999 por el sello estadounidense History of the Future.
Este fue el primer trabajo de Aaron Funk lanzado en disco de vinilo de 12", y el primero tras su etapa de ediciones caseras en casete o CD-R.
El disco marcó un punto de inflexión para Venetian Snares, ya que cayó en manos de Mike Paradinas (conocido como µ-Ziq), dueño de la discográfica Planet Mu, quien le ofreció un contrato de grabación, el cual se extendería por largos años.
El disco fue prensado en una edición limitada de sólo 500 copias;[cita requerida] varios de estos temas provienen de los casetes editados previamente por Funk de manera independiente, como Eat Shit and Die, Subvert! o Spells.

## Lista de temas
Lado A
1. «Personal Discourse»
2. «Like Tooth Decay»
3. «Fuck a Stranger in the Ass»
4. «Point Blank»

Lado B
1. «Boiled Angel»
2. «Cricket Spine Bin»
3. «Aqap»